# Zmaj

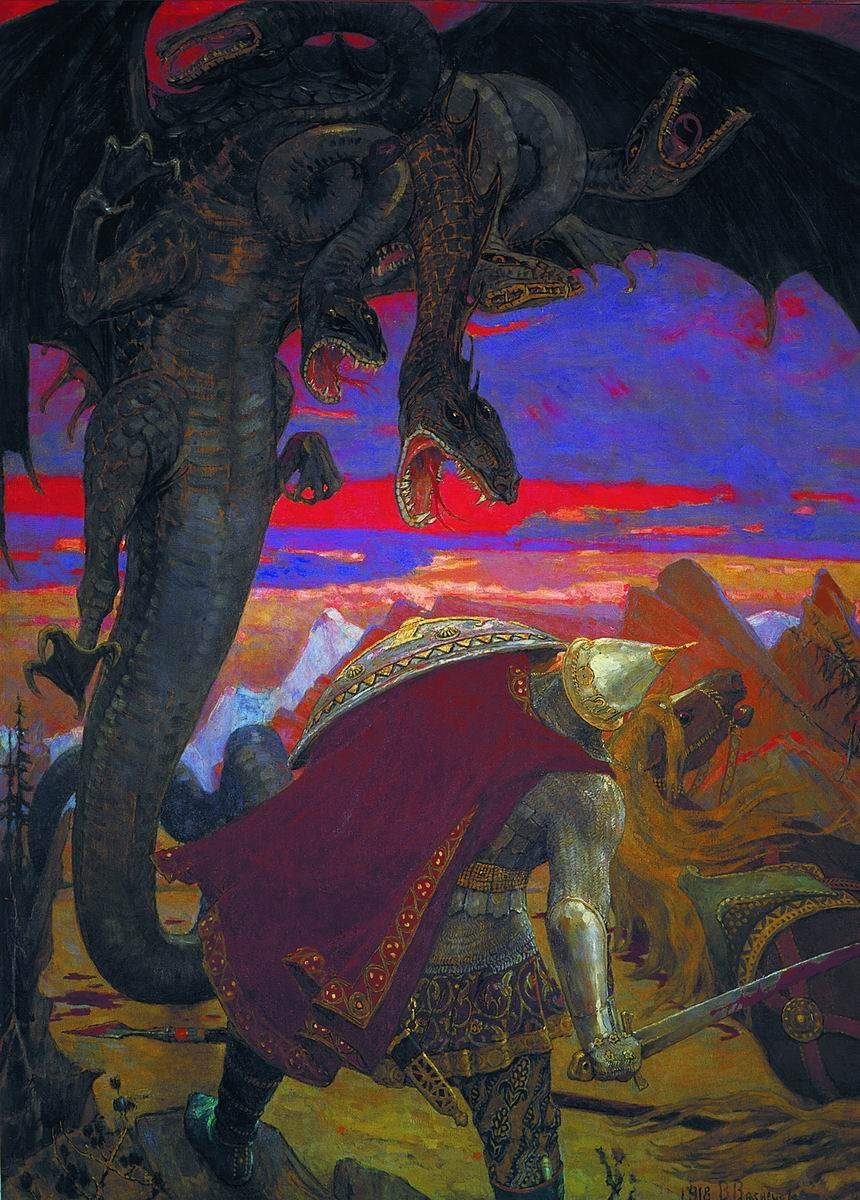
Zmey Gorynych, illustrazione di Viktor Vasnetsov

Zmaj (Żmij, Zmey, Zmeï) è una creatura leggendaria della mitologia slava, eterno nemico degli dei celesti. Veniva raffigurato come un serpente o un enorme drago sputafuoco a più teste (tre, sette o nove a seconda delle versioni). Svolge una funzione importante nella cosmogonia slava. Secondo il controverso libro di Veles (dalla datazione e autenticità alquanto dubbia), Zmaj viene sconfitto da Svarog durante la creazione del mondo e usato come aratro per tracciare i confini tra le tre sfere (Jav, Nav e Prav). Zmaj sarebbe poi stato scacciato a Nav, regno dei morti e dell'invisibile. Secondo altri miti Zmaj era una creatura benigna, protettrice delle acque e della semina.
In Serbia, Croazia, Slovenia e Montenegro è conosciuto come Zmaj (drago), mentre in Polonia il nome del dio è Żinmij (vipera). In romeno è Zmeu.

## Origine del nome
La parola Zmeï in russo è la forma maschile di zmeya, un sostantivo femminile, che significa serpente.

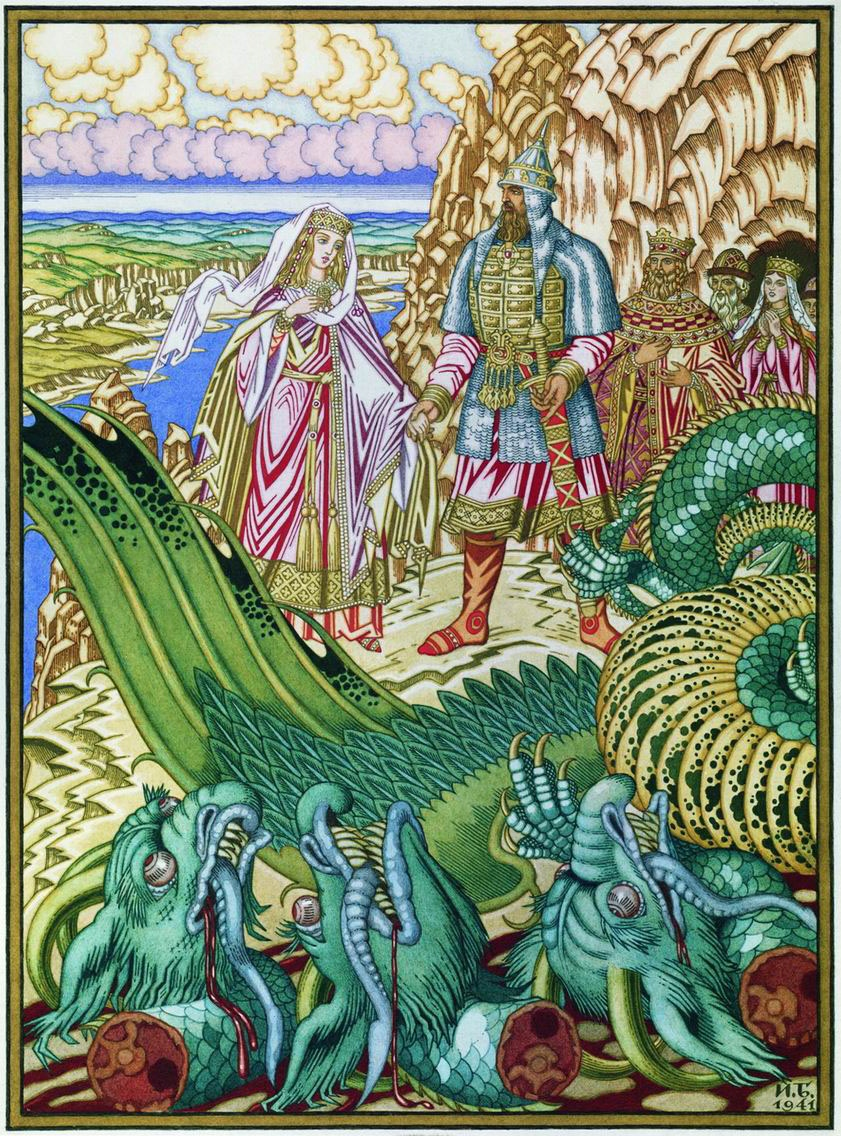
Dobrynia Nikititch salva la principessa Zabava Putiatitchna da Zmeï Gorynych, di Ivan Bilibin

## Mitologia comparata
- Zmeï è stata paragonata all'idra di Lerna della mitologia greca.
- La lotta tra Zmeï e Svarog può essere paragonata alla lotta tra Tiamat e Marduk nella mitologia babilonese.

## Nelle fiabe
Lo zmeï ricorre nella letteratura russa e ucraina in numerosi racconti meravigliosi come quelli nella raccolta di Alexander Afanasyev Narodnye russkie skazki. Zmei Gorynych (russo: Змей Горыныч) ha caratteristiche decisamente simili a quelle del drago.